# Obereopsis longicollis
Obereopsis longicollis är en skalbaggsart som beskrevs av Stefan von Breuning 1950. Obereopsis longicollis ingår i släktet Obereopsis och familjen långhorningar.
Artens utbredningsområde är Moçambique. Inga underarter finns listade i Catalogue of Life.